# Liste der Baudenkmäler in Waging am See
Auf dieser Seite sind die Baudenkmäler in dem oberbayerischen Markt Waging am See zusammengestellt. Diese Tabelle ist eine Teilliste der Liste der Baudenkmäler in Bayern. Grundlage ist die Bayerische Denkmalliste, die auf Basis des Bayerischen Denkmalschutzgesetzes vom 1. Oktober 1973 erstmals erstellt wurde und seither durch das Bayerische Landesamt für Denkmalpflege geführt wird. Die folgenden Angaben ersetzen nicht die rechtsverbindliche Auskunft der Denkmalschutzbehörde.

## Ensembles

### Ensemble Ortskern Markt Waging

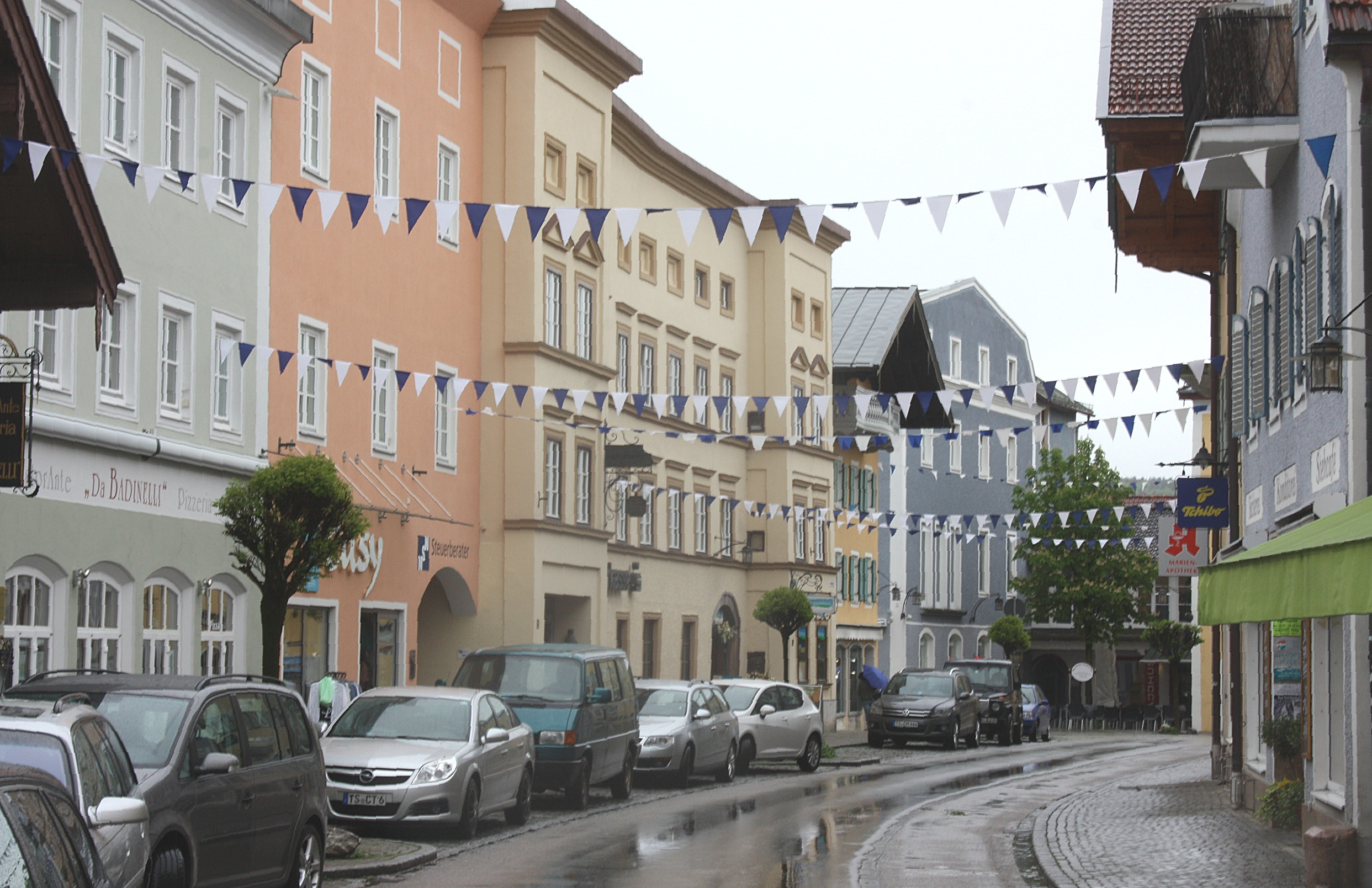

Das Ensemble umfasst die vier, aus verschiedenen Richtungen an dem kleinen Marktplatz zusammentreffenden Gassen des Marktortes mit ihrer historischen Bebauung. – Waging, im Voralpenland nahe dem Westufer des Waginger Sees gelegen, war bereits in keltischer und römischer Zeit besiedelt, wird im 8. Jahrhundert erstmals als Besitz des Salzburger Nonnbergklosters genannt, erhielt 1385 Marktrechte und gehörte bis 1803 zum Erzstift Salzburg. – Als Salzburger- und Bahnhofstraße durchzieht in gewundenem Lauf eine alte Durchgangsstraße, die sogenannte Untere Salzstraße, den Ort, in dessen Mitte sie sich zu einem kleinen Marktplatz ausweitet. Innerhalb des historischen Ortsbereichs, der ehemals durch hölzerne Gatter abgegrenzt war, ist dieser Straßenzug im Gegensatz zu der außerhalb folgenden offenen Bebauung des späteren 19. und 20. Jahrhunderts geschlossen bebaut; er weist zwei- und dreigeschossige Wohn-, Handwerker- und Gasthäuser auf, die meist dem späteren 18. und dem 19. Jahrhundert entstammen, im Kern aber oft älter sind. Es handelt sich ausschließlich um Putzbauten, einige mit Putzgliederungen und Stuckdekor an den Fronten. Ein Teil der Häuser erinnert mit seinen weit vorstehenden Flachsatteldächern an den älteren hölzernen Haustyp, der nach den zahlreichen Ortsbränden vom 17. bis zum 19. Jahrhundert mehr und mehr zurückgedrängt wurde. Ein anderer Teil ist dem Haustyp der Inn-Salzach-Städte mit hinter Blendgiebeln und Vorschussmauern versenkten Dächern verpflichtet. – In der Bahnhofstraße manifestiert sich in dem ehemals Salzburgischen Pfleggerichtsgebäude, jetzt Schwemmbräu, die erzstiftische Herrschaft über den Ort; zugleich lässt auch das große, vorkragende Krüppelwalmdach salzburgischen Einfluss erkennen. Ein ähnlicher Bau ist der große, den Marktplatz beherrschende ehemalige Brauereigasthof. – In der Salzburger Straße dominiert die große 1878 entstandene, dreiteilige Front des Hotels Waginger Hof das Straßenbild; der Bau macht gleichzeitig die Anfänge der Entwicklung von Waging als Fremdenverkehrsort deutlich. – Die südöstliche der beiden Nebengassen, die Wilhelm-Scharnow-Straße, ist eine Handwerkergasse, die sich durch lebendige Vielfalt ihrer Häuserfronten und Dachformen sowie malerische Durchblicke auszeichnet, während das Straßenbild der nördlichen Gasse, der Seestraße, von der Pfarrkirche St. Martin und dem Martinihof, dem ehemaligen Pfarrhof, bestimmt wird. – Die hochgelegene, über der abschüssigen Gasse und einer Zeile gut erhaltener bürgerlicher Giebelhäuser des frühen 19. Jahrhunderts aufragende Kirche ist eine nach dem Brand von 1611 neu errichtete Wandpfeileranlage, die bis in das 19. Jahrhundert weiter ausgebaut wurde. Sie ist vom ehemaligen Kirchhof umgeben, dessen hohe Stützmauern einen Teil der Seestraße einfassen. Der Pfarrhof ist ein strenger, schlossartiger Walmdachbau des frühen 18. Jahrhunderts, der die Handwerkeranwesen der nördlichen Seestraße eindrucksvoll überragt. – Mariensäule und Brunnen, beide aus dem Jahr 1854, setzen am Übergang zwischen Marktplatz und Seestraße einen städtebaulich bedeutenden Akzent. Aktennummer: E-1-89-162-1

## Baudenkmäler nach Ortsteilen

### Waging
| Lage                                                | Objekt                                     | Beschreibung | Akten-Nr.      | Bild                          |
| --------------------------------------------------- | ------------------------------------------ | --- | -------------- | ----------------------------- |
| Bahnhofstraße 17 (Standort)                         | Ehemals Gasthof Schwemmbräu                | bis 1816 Salzburgisches Pfleggericht, stattlicher zweigeschossiger Putzbau mit zweigeteiltem Schopfwalmdach, im Kern 16. Jahrhundert, Fassade 17. Jahrhundert | D-1-89-162-1   | weitere Bilder                |
| Bahnhofstraße (Standort)                            | Wegkapelle St. Johann Nepomuk              | erbaut 1938; mit älterer Ausstattung; bei Haus Nummer 44. | D-1-89-162-5   | weitere Bilder                |
| Hägfeld (Standort)                                  | Flurkapelle                                | 17./18. Jahrhundert; mit Ausstattung; am Beginn der Birkenallee. | D-1-89-162-9   | Flurkapelle                   |
| Hägfeld (Standort)                                  | Flurkapelle                                | baldachinartig mit vierfacher Säulenstellung, 17. Jahrhundert; nahe der Staatsstraße Traunstein-Freilassing. | D-1-89-162-14  | weitere Bilder                |
| Hägfeld; Im Hägfeld (Standort)                      | Kreuzigungsgruppe                          | Achthaler Eisenguss, Ende 19. Jahrhundert; bei Haus Nr. 7. | D-1-89-162-8   | Kreuzigungsgruppe             |
| Hägholz (Standort)                                  | Wegkapelle St. Judas Thaddäus              | erbaut 1924; am Waldrand. | D-1-89-162-7   | Wegkapelle St. Judas Thaddäus |
| Marktplatz 8 (Standort)                             | Ehemals Brauereigasthof                    | stattlicher dreigeschossiger Putzbau mit Pilastergliederung und Stuckdekor, nach Süden vorstehendes Krüppelwalmdach, 2. Hälfte 18. Jahrhundert | D-1-89-162-11  | weitere Bilder                |
| Marktplatz 9 (Standort)                             | Hausmadonna                                | 18. Jahrhundert | D-1-89-162-12  | weitere Bilder                |
| Marktplatz 11 (Standort)                            | Bäckerei                                   | zweigeschossiger Putzbau mit vorstehendem Flachsatteldach, im Giebel großes Stuckrelief, 2. Hälfte 18. Jahrhundert | D-1-89-162-13  | weitere Bilder                |
| Nähe Strandbadallee (Standort)                      | Flurkapelle                                | mit vorgezogenem Dach über Gusseisenstützen, 18. und 19. Jahrhundert | D-1-89-162-27  | Flurkapelle                   |
| Salzburger Straße 2; Salzburger Straße 4 (Standort) | Ehemals Hotel Waginger Hof                 | stattliche dreigeschossige Anlage mit Halbgeschoss, im Kern 17. Jahrhundert, Neurenaissance-Fassade mit Eckrisaliten und Vorschussmauer, 1878; schmiedeeiserner Ausleger. | D-1-89-162-15  | weitere Bilder                |
| Salzburger Straße 21 (Standort)                     | Wohnhaus                                   | dreigeschossiger Putzbau, im Kern wohl 17. Jahrhundert, bezeichnet 1612, mit geschweiftem Vorschussgiebel und Eckrustizierung. | D-1-89-162-16  | weitere Bilder                |
| Salzburger Straße 23 (Standort)                     | Gasthaus Bräukeller                        | zweigeschossiger Putzbau mit Flachsatteldach und Giebellünetten, wohl 1. Hälfte 19. Jahrhundert | D-1-89-162-17  | weitere Bilder                |
| Salzburger Straße 46 (Standort)                     | Friedhof                                   | eingefriedete Rechteckanlage, nach 1877; längs der Mauern Umgang mit Pultdächern über Gusseisenstützen, darin neugotische Grabdenkmäler; Friedhofskapelle, neugotischer Zentralbau, um 1880; mit Ausstattung; westlich gegenüber Aussegnungshalle, neugotisch mit beidseitiger Vorhalle, in der Art Daniel Ohlmüllers, Ende 19. Jahrhundert; mit Ausstattung; östlich in die Friedhofsmauer integriert Grufthaus der Familie Murr, Ende 19. Jahrhundert                                                  | D-1-89-162-18  | weitere Bilder                |
| Salzburger Straße 48 (Standort)                     | Evang.-Luth. Simeonskirche                 | achteckiger Zentralraum mit zum Eingang ansteigendem Pultdach, Außenbau in schalungsrauhem Sichtbeton, mit flankierenden Satteldachbauten als Gemeinde- und Mesnerhaus, von Albert Köhler, 1966–68; mit Ausstattung. | D-1-89-162-109 | weitere Bilder                |
| Seestraße (Standort)                                | Mariensäule                                | bezeichnet 1854; mit später angefügtem Brunnenbecken. | D-1-89-162-10  | weitere Bilder                |
| Seestraße 1 (Standort)                              | Wohnhaus                                   | dreigeschossiger Putzbau, waagrechter Fassadenabschluss mit Hohlkehle, Ende 18./Anfang 19. Jahrhundert | D-1-89-162-21  | weitere Bilder                |
| Seestraße 3 (Standort)                              | Wohnhaus                                   | dreigeschossiger Putzbau, Vorschussgiebel mit Hohlkehle, Ende 18./Anfang 19. Jahrhundert | D-1-89-162-22  | weitere Bilder                |
| Seestraße 4; Seestraße 6 (Standort)                 | Katholische Pfarrkirche St. Martin         | Wandpfeileranlage von 1697 unter Einbeziehung des 1611 nach Brand erneuerten Vorgängerbaus aus dem 15. Jahrhundert, 1722/23 Chorerweiterung und 1896 Anfügung der Seitenschiffe; mit Ausstattung; ehemaliges Sakramentshäuschen, um 1508/10, vor dem Südeingang der Kirche; Stützmauern der Kirchhofterrasse und Treppenanlagen, 19. Jahrhundert; Teil der alten Friedhofsmauer mit Grabdenkmälern aus gotischer Zeit bis zum 19. Jahrhundert; im südlichen Teil des Friedhofes Kriegerdenkmal, um 1920. | D-1-89-162-20  | weitere Bilder                |
| Seestraße 10 (Standort)                             | Ehemaliger Pfarrhof                        | hoch aufragender dreigeschossiger Putzbau mit Mezzanin und Walmdach, erbaut 16971702. | D-1-89-162-23  | weitere Bilder                |
| Seestraße 15 (Standort)                             | Wohnhaus                                   | zweigeschossig mit Kniestock und Vorschussgiebel, Fassade mit spätbarockem Stuckdekor, Ende 18. Jahrhundert | D-1-89-162-24  | weitere Bilder                |
| Seestraße 17 (Standort)                             | Wohnhaus                                   | zweigeschossiger Putzbau mit Kniestock und spätbarocken Details im Giebelfeld, Ende 18./Anfang 19. Jahrhundert | D-1-89-162-25  | weitere Bilder                |
| Seestraße 35 (Standort)                             | Wohnhaus                                   | ehemals Gerberanwesen, Massivbau mit Putzgliederung, dreiseitig umlaufender Laube und Hochlaube, an der Firstpfette bezeichnet 1789. | D-1-89-162-26  | weitere Bilder                |
| St 2105 (Standort)                                  | Pestkapelle                                | erbaut 1844; mit Ausstattung; bei Salzburger Straße 48. | D-1-89-162-19  | weitere Bilder                |
| Wilhelm-Scharnow-Straße 3 (Standort)                | Ehemaliges Wagner- bzw. Stellmacheranwesen | giebelständiger Putzbau mit Flachsatteldach, spätes 18. Jahrhundert | D-1-89-162-28  | weitere Bilder                |
| Wilhelm-Scharnow-Straße 6 (Standort)                | Wohnhaus                                   | dreigeschossiger Putzbau mit waagrechter Vorschussmauer, modern bezeichnet 1696. | D-1-89-162-29  | weitere Bilder                |
| Wilhelm-Scharnow-Straße 8 (Standort)                | Wohnhaus                                   | zweigeschossiger giebelständiger Putzbau mit Flachsatteldach, 18. Jahrhundert | D-1-89-162-30  | weitere Bilder                |
| Wilhelm-Scharnow-Straße 10 (Standort)               | Ehemaliges Schmiedanwesen                  | dreigeschossiger Putzbau mit Vorschussmauer und Hohlkehle, im Kern wohl 18. Jahrhundert, Erker und Putzdekor um 1930. | D-1-89-162-31  | weitere Bilder                |

### Biburg
| Lage                | Objekt            | Beschreibung                                                | Akten-Nr.      | Bild       |
| ------------------- | ----------------- | ----------------------------------------------------------- | -------------- | ---------- |
| Biburg 3 (Standort) | Hofkapelle        | neugotisch mit Dachreiter, erbaut 1850/52; mit Ausstattung. | D-1-89-162-32  | Hofkapelle |
| Biburg 3 (Standort) | Kapellenbildstock | 1703; östlich der Hofkapelle.                               | D-1-89-162-108 | BW         |

### Blindenau
| Lage                    | Objekt     | Beschreibung | Akten-Nr.     | Bild       |
| ----------------------- | ---------- | ------------ | ------------- | ---------- |
| In Blindenau (Standort) | Wegkapelle | erbaut 1887. | D-1-89-162-34 | Wegkapelle |

### Bretterleiten
| Lage                        | Objekt      | Beschreibung                                         | Akten-Nr.     | Bild        |
| --------------------------- | ----------- | ---------------------------------------------------- | ------------- | ----------- |
| Bretterleiten 12 (Standort) | Feldkapelle | bezeichnet 1857; mit Ausstattung; südlich des Hofes. | D-1-89-162-35 | Feldkapelle |

### Buch
| Lage              | Objekt                | Beschreibung                                                                                       | Akten-Nr.     | Bild |
| ----------------- | --------------------- | -------------------------------------------------------------------------------------------------- | ------------- | ---- |
| Buch 3 (Standort) | Ehemaliges Bauernhaus | Wohnteil mit Putzgliederung, Kniestock und Taubenkobel, Mitte 19. Jahrhundert, im Kern wohl älter. | D-1-89-162-36 | BW   |

### Dankerting
| Lage                    | Objekt     | Beschreibung | Akten-Nr.     | Bild |
| ----------------------- | ---------- | --- | ------------- | ---- |
| Dankerting 2 (Standort) | Bauernhaus | kleine Einfirstanlage mit Blockbau-Obergeschoss und erneuerter giebelseitiger Laube, auf Haustafel bezeichnet 1740. | D-1-89-162-37 | BW   |

### Dieperting
| Lage                       | Objekt      | Beschreibung                                         | Akten-Nr.     | Bild |
| -------------------------- | ----------- | ---------------------------------------------------- | ------------- | ---- |
| Wiesenhäuslfeld (Standort) | Feldkapelle | Rechteckbau mit Apsis, erbaut 1870; mit Ausstattung. | D-1-89-162-38 | BW   |

### Ebing
| Lage               | Objekt                | Beschreibung | Akten-Nr.     | Bild |
| ------------------ | --------------------- | --- | ------------- | ---- |
| Ebing 2 (Standort) | Ehemaliges Bauernhaus | Wohnteil in Schlacken- und Nagelfluhmauerwerk, zweigeschossig mit Kniestock, 2. Viertel 19. Jahrhundert; Wandbild. | D-1-89-162-39 | BW   |

### Egg
| Lage             | Objekt     | Beschreibung | Akten-Nr.     | Bild           |
| ---------------- | ---------- | --- | ------------- | -------------- |
| Egg 7 (Standort) | Bauernhaus | mit doppelter ausgebauter Widerkehr, Wohnteil zweigeschossig mit Hochlaube, hölzernes Türgewände bezeichnet 1792; Wandbilder, Mitte 19. Jahrhundert | D-1-89-162-40 | weitere Bilder |

### Feichten
| Lage                      | Objekt             | Beschreibung                                                                                                   | Akten-Nr.      | Bild |
| ------------------------- | ------------------ | --- | -------------- | ---- |
| Dobelstraße 4 (Standort)  | Kleine Ortskapelle | erbaut 1860, mit Totenbrettern.                                                                                | D-1-89-162-42  | BW   |
| Dobelstraße 12 (Standort) | Getreidekasten     | zweigeschossiger Blockbau mit Flachsatteldach, Firstpfette bez. 1635; transloziert aus Ruhpolding, Froschsee 5 | D-1-89-162-125 | BW   |

### Froschham
| Lage                   | Objekt                            | Beschreibung | Akten-Nr.     | Bild                              |
| ---------------------- | --------------------------------- | --- | ------------- | --------------------------------- |
| Froschham 1 (Standort) | Ehemals Mesner-, später Forsthaus | Einfirstanlage, Wohnteil massiv mit Bundwerkzone im Giebel und Hochlaube, um 1820/30, Stall-/Scheunenteil neuzeitlich. | D-1-89-162-44 | Ehemals Mesner-, später Forsthaus |
| Froschham 2 (Standort) | Kapelle                           | mit Portalturm, erbaut 1838; mit Ausstattung.                                                                          | D-1-89-162-43 | weitere Bilder                    |

### Gaden
| Lage                   | Objekt                                | Beschreibung | Akten-Nr.     | Bild           |
| ---------------------- | ------------------------------------- | --- | ------------- | -------------- |
| Kirchberg 4 (Standort) | Katholische Filialkirche St. Rupertus | unregelmäßiger achtseitiger Zentralbau mit Rechteckchor, romanisch, wohl noch 11. Jahrhundert, Portalturm, um 1500, Sakristei und Turmobergeschoss 1. Hälfte 18. Jahrhundert; mit Ausstattung; Umfassungsmauer wohl 16. Jahrhundert | D-1-89-162-45 | weitere Bilder |

### Gessenberg
| Lage                    | Objekt                               | Beschreibung | Akten-Nr.     | Bild           |
| ----------------------- | ------------------------------------ | --- | ------------- | -------------- |
| Gessenberg 1 (Standort) | Kapelle                              | origineller Querovalbau, 18. Jahrhundert; mit Ausstattung. | D-1-89-162-48 | BW             |
| Gessenberg 4 (Standort) | Schloss Gessenberg                   | dreigeschossige Anlage mit Halbwalmdach und Eck-Erkertürmchen, im 17. Jahrhundert über älteren Teilen erbaut, 1887 historisierend überformt; mit Ausstattung; mit mittelalterlicher Ringgrabenanlage. | D-1-89-162-46 | weitere Bilder |
| Gessenberg 4 (Standort) | Schlosskapelle St. Mariä Himmelfahrt | barocker Zentralbau, wohl nach Vorbild der Altöttinger Gnadenkapelle, mit Predigtestrade über dem Eingang, 1664; mit Ausstattung.                                                                     | D-1-89-162-47 | weitere Bilder |

### Großscherzhausen
| Lage                          | Objekt                     | Beschreibung                                        | Akten-Nr.     | Bild |
| ----------------------------- | -------------------------- | --------------------------------------------------- | ------------- | ---- |
| Großscherzhausen 1 (Standort) | Zugehöriger Bundwerkstadel | mit Kreuzbundwerk im Obergeschoss, bezeichnet 1847. | D-1-89-162-49 | BW   |

### Hahnbaum
| Lage                              | Objekt     | Beschreibung                  | Akten-Nr.     | Bild       |
| --------------------------------- | ---------- | ----------------------------- | ------------- | ---------- |
| Hahnbaum 1; Hahnbaum 3 (Standort) | Wegkapelle | erbaut 1852; mit Ausstattung. | D-1-89-162-50 | Wegkapelle |

### Hirschhalm
| Lage                                     | Objekt                                               | Beschreibung | Akten-Nr.     | Bild |
| ---------------------------------------- | ---------------------------------------------------- | --- | ------------- | ---- |
| Flur Hirschhalm; Hirschhalm 2 (Standort) | Zugehörig ehemaliger zweigeschossiger Getreidekasten | jetzt getrennt und nebeneinander unter neuer Dachkonstruktion im Osten des Hofes aufgestellt, ehemaliges Obergeschoss am Sturz bezeichnet 1666, ehemaliges Erdgeschoss wohl 16. Jahrhundert | D-1-89-162-51 | BW   |

### Hochreit
| Lage                  | Objekt                                    | Beschreibung | Akten-Nr.     | Bild |
| --------------------- | ----------------------------------------- | ------------ | ------------- | ---- |
| Hochreit 4 (Standort) | Zugehörig zweigeschossiger Getreidekasten | wohl 18.     | D-1-89-162-52 | BW   |

### Höhenberg
| Lage                                | Objekt         | Beschreibung                                    | Akten-Nr.     | Bild |
| ----------------------------------- | -------------- | ----------------------------------------------- | ------------- | ---- |
| Höhenberg 3; Höhenberg 5 (Standort) | Tuffsteinkreuz | wohl 15./16. Jahrhundert; westlich des Weilers. | D-1-89-162-54 | BW   |

### Holzhausen
| Lage                         | Objekt      | Beschreibung                  | Akten-Nr.     | Bild        |
| ---------------------------- | ----------- | ----------------------------- | ------------- | ----------- |
| Steiner Straße 16 (Standort) | Feldkapelle | erbaut 1902; mit Ausstattung. | D-1-89-162-55 | Feldkapelle |

### Igelsbach
| Lage                   | Objekt     | Beschreibung                                                                         | Akten-Nr.     | Bild |
| ---------------------- | ---------- | ------------------------------------------------------------------------------------ | ------------- | ---- |
| Igelsbach 4 (Standort) | Hofkapelle | gotisierend mit Dachreiter, bezeichnet 1920; mit Ausstattung; zu Haus Nr. 3 gehörig. | D-1-89-162-56 | BW   |

### Jakobspoint
| Lage                   | Objekt     | Beschreibung                     | Akten-Nr.     | Bild |
| ---------------------- | ---------- | -------------------------------- | ------------- | ---- |
| Jakobspoint (Standort) | Wegkapelle | erbaut 1900/01; mit Ausstattung. | D-1-89-162-57 | BW   |

### Jettenleiten
| Lage                      | Objekt                            | Beschreibung | Akten-Nr.     | Bild |
| ------------------------- | --------------------------------- | --- | ------------- | ---- |
| Jettenleiten 1 (Standort) | Wohnteil am Althof des Einödhofes | zweigeschossiger Blockbau mit Resten der Giebellaube und Giebelbundwerk, Türsturzfragment bezeichnet 1669, nachträglich integrierter zweigeschossiger Getreidekasten, bezeichnet 1787. | D-1-89-162-58 | BW   |

### Kleeham
| Lage                    | Objekt     | Beschreibung                     | Akten-Nr.     | Bild |
| ----------------------- | ---------- | -------------------------------- | ------------- | ---- |
| Nähe Kleeham (Standort) | Wegkapelle | wohl um 1900; mit Totenbrettern. | D-1-89-162-59 | BW   |

### Kohlbrenner
| Lage                     | Objekt                     | Beschreibung | Akten-Nr.     | Bild |
| ------------------------ | -------------------------- | --- | ------------- | ---- |
| Kohlbrenner 1 (Standort) | Ehemaliges Kleinbauernhaus | Wohnteil ursprünglich zweigeschossiger Blockbau mit Flachsatteldach, Erdgeschosswände vorgemauert, mit Giebel- und Traufseitlaube, wohl 17. Jahrhundert; zugehörig östlich Brunnen mit holzverschaltem Überbau, wohl 19. Jahrhundert | D-1-89-162-60 | BW   |

### Leopoldsberg
| Lage                      | Objekt                 | Beschreibung | Akten-Nr.     | Bild |
| ------------------------- | ---------------------- | --- | ------------- | ---- |
| Leopoldsberg 4 (Standort) | Sogenanntes Grenzhäusl | ehemals Zollhaus, Blockbau-Obergeschoss mit umlaufender Laube, am Sturz bezeichnet 1775; zugehörig wieder aufgestellter zweigeschossiger Getreidekasten, im Inneren bezeichnet 1823, transferiert aus Hausing Nr. 24 (Stadt Waldkraiburg, Landkreis Mühldorf a. Inn). | D-1-89-162-62 | BW   |

### Mühlberg
| Lage                                                                    | Objekt                                          | Beschreibung | Akten-Nr.     | Bild           |
| ----------------------------------------------------------------------- | ----------------------------------------------- | --- | ------------- | -------------- |
| Egg (Standort)                                                          | Ölbergkapelle                                   | 18. Jahrhundert, mit Ausstattung; westlich unterhalb der Wallfahrtskirche, am Wallfahrtsweg von Waging nach Mühlberg.                             | D-1-89-162-65 | weitere Bilder |
| Hägfeld; Mühlberg; Egg; Wildenhofen 1; Mühlberger Kirchenweg (Standort) | Kreuzweg                                        | vierzehn gusseiserne Stationstafeln in neugotischen Formen mit Bildfeldern, Ende 19. Jahrhundert; am Wallfahrtsweg von Waging nach Mühlberg.      | D-1-89-162-67 | weitere Bilder |
| Mühlberg (Standort)                                                     | Kalvarienbergkapelle                            | um 1765, mit Ausstattung; am Wallfahrtsweg von Waging nach Mühlberg.                                                                              | D-1-89-162-66 | weitere Bilder |
| Mühlberg 3 (Standort)                                                   | Katholische Wallfahrtskirche Mariä Heimsuchung  | barocker Saalbau mit Dachreiter, in zwei Abschnitten erbaut 1709–13; mit Ausstattung.                                                             | D-1-89-162-63 | weitere Bilder |
| Mühlberg 11 (Standort)                                                  | Aufgedoppelte Haustür mit originalen Beschlägen | Mitte 19. Jahrhundert | D-1-89-162-64 | BW             |
| Mühlberg 14 (Standort)                                                  | Ehemaliges Bauernhaus                           | Wohnteil massiver Putzbau mit Bundwerk-Kniestock, Hochlaube und Giebelbundwerk, bezeichnet 1829, Bundwerkteile reich verziert und farbig gefasst. | D-1-89-162-68 | BW             |
| Mühlberg 31 (Standort)                                                  | Zugehörig zweigeschossiger Getreidekasten       | Ende 16. Jahrhundert, mit jüngerem Überbau. | D-1-89-162-69 | BW             |

### Nirnharting
| Lage                                      | Objekt                | Beschreibung                                                                                              | Akten-Nr.     | Bild |
| ----------------------------------------- | --------------------- | --- | ------------- | ---- |
| Dorfstraße 21; Dorfstraße 21 a (Standort) | Ehemaliges Bauernhaus | Einfirstanlage, stark erneuert, Wohnteil mit Bundwerk-Kniestock und -Giebel, Firstpfette bezeichnet 1830. | D-1-89-162-70 | BW   |

### Oberleiten
| Lage                | Objekt                     | Beschreibung | Akten-Nr.      | Bild |
| ------------------- | -------------------------- | --- | -------------- | ---- |
| Otting 3 (Standort) | Ehemaliges Bahnhofsgebäude | Satteldachbau mit gleisseitigem Vorbau, holzverschaltem Obergeschoss und angeschlossenem Güterschuppen, erbaut um 1902. | D-1-89-162-105 | BW   |

### Oed
| Lage                     | Objekt     | Beschreibung                                                                                             | Akten-Nr.     | Bild |
| ------------------------ | ---------- | --- | ------------- | ---- |
| Öd im Forst 1 (Standort) | Bauernhaus | mit jüngerem Querfirst, Wohnteil zweigeschossig mit Brettergiebel, Firstpfette seitlich bezeichnet 1725. | D-1-89-162-73 | BW   |

### Otting
| Lage                                         | Objekt                              | Beschreibung | Akten-Nr.     | Bild           |
| -------------------------------------------- | ----------------------------------- | --- | ------------- | -------------- |
| Pfarrgasse 1 (Standort)                      | Pfarrhof                            | sehr stattliche mehrflügelige Anlage; Wohngebäude mit Tförmigem Gesamtgrundriss, Kernbau 17. Jahrhundert, beiderseits durch Querfirstbauten um 1780 erweitert, jeweils mit Krüppelwalmdach; nördlich zweitenniger Getreidestadel, 1861; ehemaliger Pferdestall, mit Krüppelwalmdach, 1861. | D-1-89-162-74 | Pfarrhof       |
| Pfarrgasse 2; Holzhauser Straße 1 (Standort) | Katholische Pfarrkirche St. Stephan | einschiffige spätgotische Anlage mit Westturm, wohl Mitte 15. Jahrhundert und 1624; mit Ausstattung; Friedhofsummauerung, 17./18. Jahrhundert sowie 1901. | D-1-89-162-75 | weitere Bilder |
| Von Otting nach Waging (Standort)            | Wegkapelle mit Zeltdach             | im Kern 18. Jahrhundert, im frühen 19. Jahrhundert umgebaut; mit Ausstattung; östlich des Ortes. | D-1-89-162-76 | BW             |

### Plosau
| Lage                | Objekt                     | Beschreibung                                                                                      | Akten-Nr.     | Bild                       |
| ------------------- | -------------------------- | ------------------------------------------------------------------------------------------------- | ------------- | -------------------------- |
| Plosau 1 (Standort) | Zugehöriger Getreidekasten | über erneuertem, massivem Erdgeschoss Blockbau mit vorstehendem Krüppelwalmdach, bezeichnet 1828. | D-1-89-162-78 | Zugehöriger Getreidekasten |

### Rendlmühle
| Lage                    | Objekt          | Beschreibung                                                                              | Akten-Nr.     | Bild |
| ----------------------- | --------------- | ----------------------------------------------------------------------------------------- | ------------- | ---- |
| Rendlmühle 1 (Standort) | Ehemalige Mühle | massiver Hauptbau mit überstehendem Salzburger Schopfwalmdach, 1. Drittel 19. Jahrhundert | D-1-89-162-79 | BW   |

### Schönthal
| Lage                   | Objekt                | Beschreibung                           | Akten-Nr.     | Bild           |
| ---------------------- | --------------------- | -------------------------------------- | ------------- | -------------- |
| Schönthal 1 (Standort) | Zugehörige Hofkapelle | mit Dachreiter, 1878; mit Ausstattung. | D-1-89-162-80 | weitere Bilder |

### Seeleiten
| Lage                   | Objekt                | Beschreibung | Akten-Nr.     | Bild                  |
| ---------------------- | --------------------- | --- | ------------- | --------------------- |
| Seeleiten 2 (Standort) | Ehemaliges Bauernhaus | Wohnteil massiv mit Bundwerk-Kniestock, Hochlaube und Giebelbundwerk, bezeichnet 1825; Türstock innen bezeichnet 1793; Wandbilder, 19. Jahrhundert | D-1-89-162-81 | Ehemaliges Bauernhaus |

### Sprinzenberg
| Lage                      | Objekt     | Beschreibung | Akten-Nr.     | Bild |
| ------------------------- | ---------- | --- | ------------- | ---- |
| Sprinzenberg 1 (Standort) | Bauernhaus | mit einseitigem Hakenschopf, Blockbau-Obergeschoss, Giebelbundwerk und jüngerer Giebellaube, bezeichnet 1760 (?). | D-1-89-162-82 | BW   |

### Tettelham
| Lage                               | Objekt                      | Beschreibung | Akten-Nr.      | Bild           |
| ---------------------------------- | --------------------------- | --- | -------------- | -------------- |
| Schloßberg in Tettelham (Standort) | Reste der Burg              | spätmittelalterlich; nordwestlich von Tettelham oberhalb des Hofbauer-Anwesens. – Im südlichen Bereich der Burgruine Kriegergedächtniskapelle, achteckiger Zentralbau mit Vorbau, errichtet 1946/47; mit Ausstattung.          | D-1-89-162-87  | weitere Bilder |
| Tettelham 3 (Standort)             | Bauernhaus                  | mit jüngerer doppelter Widerkehr, Wohnteil verputzt mit Giebellaube und hohem, vorstehendem Krüppelwalmdach, im Kern 18. Jahrhundert, Türgewände aus Högler Sandstein, bezeichnet 1803.                                        | D-1-89-162-85  | Bauernhaus     |
| Tettelham 10 (Standort)            | Kleines Wohn-Nebengebäude   | in der Art eines Austragshauses, zweigeschossiger Massivbau mit Flachsatteldach, an der Firstpfette bezeichnet 1796, zu Haus Nr. 6 gehörig.                                                                                    | D-1-89-162-112 | BW             |
| Tettelham 11 (Standort)            | Katholische Kirche St. Anna | einschiffiger Nagelfluhquaderbau mit Westturm, wohl Mitte 15. Jahrhundert, Turmobergeschoss 17. Jahrhundert; mit Ausstattung.                                                                                                  | D-1-89-162-84  | weitere Bilder |
| Tettelham 13 (Standort)            | Bauernhaus                  | hakenförmige Anlage, Wohnteil im Kern 18. Jahrhundert, Fassadengestaltung mit Eckrustizierung und Fensterumrahmungen in Putztechnik, um 1830; querstehender Stallstadelbau mit reichem Bundwerk-Obergeschoss, bezeichnet 1842. | D-1-89-162-86  | Bauernhaus     |

### Tettenhausen
| Lage                                  | Objekt                               | Beschreibung | Akten-Nr.     | Bild           |
| ------------------------------------- | ------------------------------------ | --- | ------------- | -------------- |
| Hauptstraße 3 (Standort)              | Kleinhaus                            | mit Blockbau-Obergeschoss, am Sturz der Laubentür bezeichnet 1706. | D-1-89-162-91 | Kleinhaus      |
| Horner Straße 1 (Standort)            | Kleinhaus                            | mit Blockbau-Obergeschoss, kräftigem Giebelbundwerk und Laube, 2. Hälfte 17. Jahrhundert | D-1-89-162-92 | BW             |
| Kirchplatz 1; Kirchplatz 2 (Standort) | Katholische Kirche St. Florian       | Saalbau im sogenannten Rundbogenstil, über Resten des Vorgängerbaus nach Brand von 1840 in den Jahren 1842/43 und 1853/55 wieder errichtet bzw. umgebaut, Turm 1851; mit Ausstattung; Friedhof mit Arkadenhalle über Gusseisenstützen, um 1870, in die Wände Epitaphien eingelassen. | D-1-89-162-94 | weitere Bilder |
| Kirchplatz 3 (Standort)               | Ehemaliges Lehrerwohnhaus und Schule | mit überstehendem Halbwalmdach und Pilastergliederung, Anfang 19. Jahrhundert | D-1-89-162-95 | BW             |

### Unteraschau
| Lage                     | Objekt        | Beschreibung | Akten-Nr.      | Bild |
| ------------------------ | ------------- | --- | -------------- | ---- |
| Unteraschau 1 (Standort) | Wohnstallhaus | (Nordflügel des Vierseithofes), massiver Putzbau, gewölbter Stallteil, um 1800; Getreidekasten, 18. Jahrhundert, im Obergeschoss des Westflügels. | D-1-89-162-106 | BW   |

### Untervockling
| Lage                       | Objekt                | Beschreibung | Akten-Nr.      | Bild |
| -------------------------- | --------------------- | --- | -------------- | ---- |
| Untervockling 2 (Standort) | Bauernhaus            | Anlage mit doppelter jüngerer Widerkehr, Wohnteil verputzt, zweigeschossig mit Kniestock und Hochlaube, am Türgerüst bezeichnet 1829.                                      | D-1-89-162-99  | BW   |
| Untervockling 3 (Standort) | Ehemaliges Bauernhaus | mit Hakenschopf, Wohnteil verputzt, zweigeschossig mit Kniestock und Giebelbundwerk, Tür bezeichnet 1794, Gebäude im 2. Viertel des 19. Jahrhunderts erhöht und überformt. | D-1-89-162-100 | BW   |

### Wintermoning
| Lage                      | Objekt                | Beschreibung | Akten-Nr.      | Bild |
| ------------------------- | --------------------- | --- | -------------- | ---- |
| Wintermoning 2 (Standort) | Zugehörig Austraghaus | zweigeschossiger Putzbau mit Satteldach, 2. Viertel 19. Jahrhundert, im Obergeschoss integriert ein Getreidekasten, am Türsturz bezeichnet 1816. | D-1-89-162-107 | BW   |

### Wolfsberg
| Lage                   | Objekt     | Beschreibung | Akten-Nr.      | Bild |
| ---------------------- | ---------- | --- | -------------- | ---- |
| Wolfsberg 1 (Standort) | Bauernhaus | mit jüngerer doppelter Widerkehr, Wohnteil mit verputztem Blockbau-Obergeschoss und Hochlaube, im Kern Ende 18. Jahrhundert, im 19. Jahrhundert überformt, rautenförmig aufgedoppelte Haustür, bezeichnet 1783. | D-1-89-162-102 | BW   |

## Ehemalige Baudenkmäler
In diesem Abschnitt sind Objekte aufgeführt, die früher einmal in der Denkmalliste eingetragen waren, jetzt aber nicht mehr. Objekte, die in anderem Zusammenhang – also z. B. als Teil eines Baudenkmals – weiter eingetragen sind, sollen hier nicht aufgeführt werden. Aktennummern in diesem Abschnitt sind ehemalige, jetzt nicht mehr gültige Aktennummern.

| Lage                                                        | Objekt                                              | Beschreibung                                                                                                   | Akten-Nr.     | Bild     |
| ----------------------------------------------------------- | --------------------------------------------------- | --- | ------------- | -------- |
| Waging am See Bahnhofstraße 25; Bahnhofstraße 27 (Standort) | Wohnhaus                                            | giebelgeteiltes Doppelhaus, verputzt, mit vorstehendem, einhüftigem Flachsatteldach, 1. Hälfte 19. Jahrhundert | D-1-89-162-2  | Wohnhaus |
| Bicheln Bicheln 2 (Standort)                                | Zugehöriger stattlicher zweitenniger Bundwerkstadel | wohl 1. Hälfte 19. Jahrhundert, später verlängert.                                                             | D-1-89-162-33 | BW       |
| Feichten Dobelstraße 14 (Standort)                          | Ehemaliges Kleinbauernhaus                          | Einfirstanlage, Blockbau-Obergeschoss mit traufseitigem Aufgang, wohl Ende 18. Jahrhundert                     | D-1-89-162-41 | BW       |
| Tettenhausen Horner Straße 5 (Standort)                     | Bauernhaus                                          | ehemaliges Mittertennbau, Wohnteil massiv mit Hochlaube, um 1840.                                              | D-1-89-162-93 | BW       |